# Judikje Simons
Judikje (later: Judik) Simons (Den Haag, 20 augustus 1904 – Sobibór, 20 maart 1943) was een Nederlandse gymnaste. Zij maakte (als reserve) deel uit van de turnploeg die goud won tijdens de Olympische Zomerspelen 1928 van Amsterdam. De dames van deze ploeg met als coach Gerrit Kleerekoper waren de eerste Nederlandse vrouwelijke olympische kampioenen. Van de twaalf leden van de turnploeg waren er vijf van Joodse afkomst, onder wie Simons.
Simons trouwde in 1935 met Bernard Themans. Het echtpaar woonde in het Centraal Israëlitisch Weeshuis aan de Nieuwegracht in Utrecht, waar ze 'vader en moeder' van de weeskinderen waren.
Tijdens de Tweede Wereldoorlog werden zij met hun vijfjarige dochter Sonja en hun driejarige zoon Leon gedeporteerd naar het vernietigingskamp Sobibór en daar onmiddellijk na aankomst op 20 maart 1943 vermoord. Tegelijk met het gezin Themans werden ook alle (circa zeventig) kinderen en het voltallige personeel van het weeshuis weggevoerd. Slechts enkele kinderen overleefden de oorlog.
In 2010 werden ter nagedachtenis aan de slachtoffers vijf Stolpersteine, gedenktekens gemaakt door de Duitse kunstenaar Gunter Demnig, op het trottoir voor het voormalige weeshuis aangebracht.

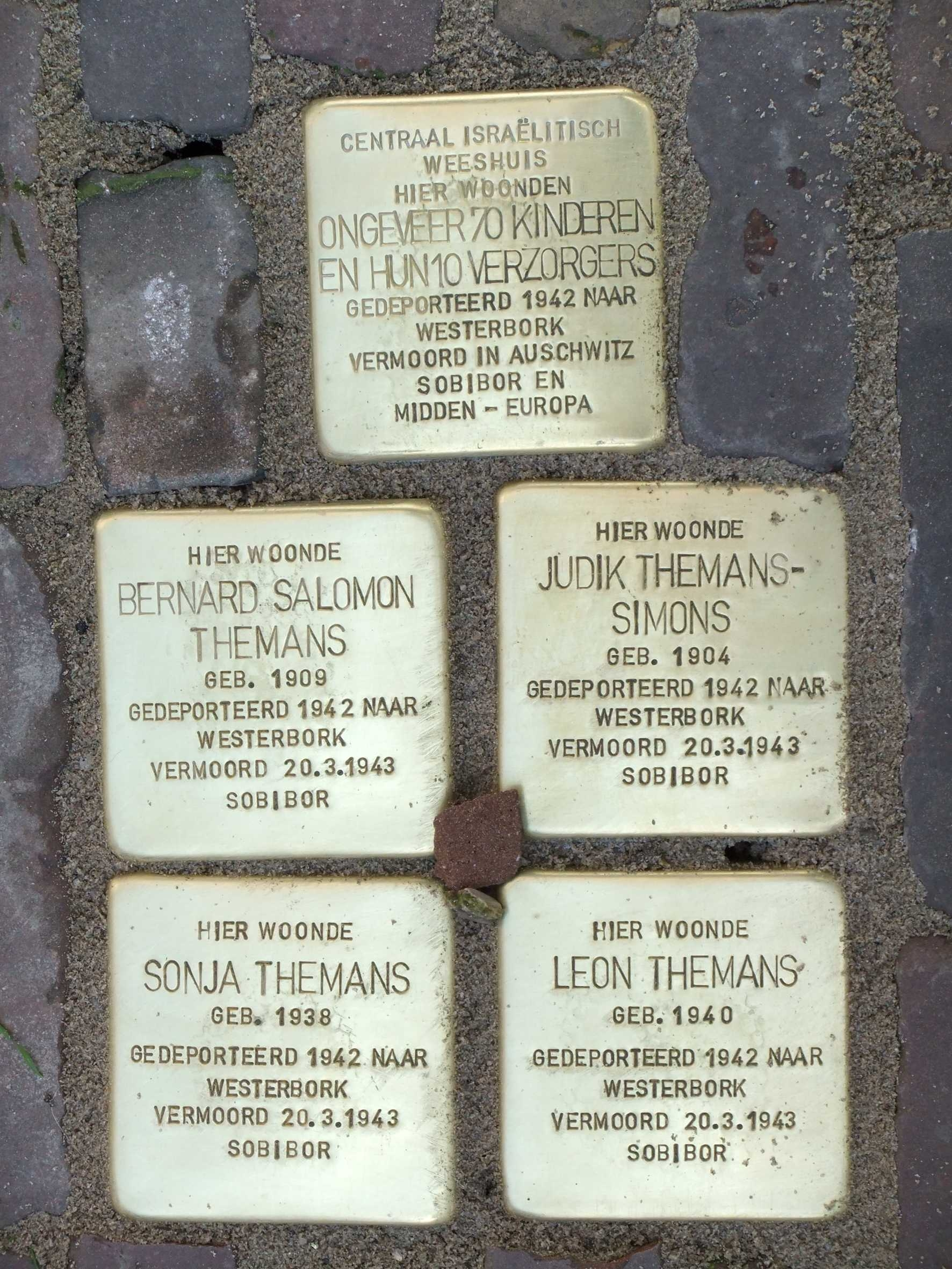
Stolpersteine aan de Utrechtse Nieuwegracht